# Напівмартингал
В теорії імовірності дійснозначний випадковий процес називається напівмарнтингалом, якщо його можна подати у вигляді суми локального мартингалу і адаптованого процесу зі скінченною варіацією. Напівмартингали є добрими інтеграторами, власне напівмартингали формують найбільший клас випадкових процесів, відносно яких визначений інтеграл Іто. Напівмартингали формують досить широкий клас процесів, зокрема всі неперервно-диференційовні процеси, Вінерівський процес і Пуасонівський процес належать до напівмартингалів. Супермартингали і субмартингали утворюють підклас напівмартингалів.

## Означення
Дійснозначний випадковий процес X визначений на ймовірнісному просторі з фільтрацією (Ω,F,(Ft)t ≥ 0,P) називається напівмартингалом, якщо його можна подати у вигляді
{\displaystyle X_{t}=M_{t}+A_{t}}
де M — локальний мартингал, а  A — неперервний справа з визначеною лівосторонньою границею (НПЛГ, фр. càdlàg) адаптований процес з локально обмеженою варіацією.
Процес X = (X1,…,Xn) зі значеннями в Rn є напівмартингалом в Rn, якщо кожна його компонента Xi напівмартингал.

## Приклади
- Адаптований і неперервно-диференційовний процес має скінченну варіацію, а отже, є напівмартингалом.
- Вінерівський процес напівмартингал.
- Всі НПЛГ мартингали, субмартингали і супермартингали є напівмартингалами.
- Процес Іто, такий що задовольняє стохастичне диференціальне рівняння вигляду dX = σdW + μdt є напівмартингалом. Тут, W Вінерівський процес і σ, μ адаптовані процеси.
- Кожен процес Леві напівмартингал.